# Thomas Sewell
Thomas Sewell (c. 1710 - 6 mars 1784) est un juge et député anglais, et maître des rôles de 1764 à 1784.

## Biographie
Il est le fils de Thomas Sewell de West Ham, Essex. Il aurait été « élevé sous l'autorité d'un avocat ». Sewell est membre de Middle Temple, admis au barreau en 1734, et exerce dans les tribunaux de la chancellerie, où il connait un grand succès. Il devient conseiller de son Inn et conseiller du roi en 1754, et trésorier de l'Inn en 1765. En 1764, on pense qu'il gagne entre 3 000 et 4 000 £ par an grâce à sa pratique et est populaire parmi les dissidents religieux étant leur défenseur devant les tribunaux.

## Carrière politique
Il se présente au Parlement en 1754 à Wallingford et est battu, malgré des dépenses de plus de 2 000 £ (du fonds électoral du Premier ministre) dans la tentative, mais est élu en 1758 en tant que député de Harwich. Harwich est un « arrondissement du Trésor », où le candidat du gouvernement est certain de gagner, mais Sewell a également son propre lien avec la ville, puisque son beau-père, Thomas Heath en a été le député au début du siècle.
Cependant, il a peu d'impact aux Communes et lors des élections suivantes, il n'est pas renommé à Harwich. Il se présente à Exeter, où il est sévèrement battu malgré le soutien du Premier ministre Newcastle, mais cette fois à ses propres frais plutôt qu'à ceux du gouvernement. Néanmoins, plus tard dans l'année, il est réélu en tant que candidat du gouvernement à Winchelsea.
En 1761, Sewell est l'un des deux candidats considérés pour la nomination au poste de solliciteur général, mais le poste est plutôt attribué à Fletcher Norton. Cependant, en 1764, il est fait chevalier et nommé maître des rôles, apparemment à la surprise de beaucoup, dont lui-même, après qu'un certain nombre d'autres candidats aient refusé le poste. Il le conserve jusqu'à sa mort vingt ans plus tard. Il se forge une réputation de juge compétent et efficace. Il est également nommé membre du Conseil privé.

## Famille
Il épouse Catherine Heath, fille de Thomas Heath, député de Harwich, avec laquelle il a huit enfants, dont Thomas Bailey Heath Sewell, son fils aîné et héritier, et Frances, qui épouse Matthew Lewis, le sous-secrétaire à la guerre, par qui elle est la mère de l'écrivain Matthew Lewis. Elle et son mari se sont ensuite séparés. Il se remarie à Mary Elizabeth Sibthorpe, fille de Humphrey Sibthorp, professeur de botanique à l'Université d'Oxford et sa première épouse Sarah Waldo, avec qui il n'a pas de descendance.
Thomas Bailey Heath Sewell épouse Lady Elizabeth Bermingham, fille aînée et cohéritière de Thomas Bermingham (1er comte Louth). Leur fils, également Thomas, revendique le titre de Bermingham, de baron Athenry, mais n'a pas réussi à établir son droit, la Chambre des lords statuant, comme ils l'ont également fait dans un autre cas, que le titre ne pouvait pas descendre dans la lignée féminine.